# Анури
Анури (рос. Ануры) — присілок в Островському районі Псковської області Російської Федерації.
Населення становить 6 осіб. Входить до складу муніципального утворення Воронцовська волость.

## Історія
Від 2015 року входить до складу муніципального утворення Воронцовська волость.

## Населення
| 2001 | 2002 | 2010 |
| ---- | ---- | ---- |
| 15   | ↗16  | ↘6   |